# Hilbertova věta o nulách
Hilbertova věta o nulách (bývá používán i německý termín Nullstellensatz) je jedno ze základních tvrzení algebraické geometrie. Dává do souvislosti ideály a afinní algebraické variety. Jmenuje se po Davidu Hilbertovi, který ji dokázal, stejně jako Hilbertovou větu o bázi.

## Znění věty
Nechť T je algebraicky uzavřené těleso a je dán okruh mnohočlenů T[X1,X2,..., Xn] a ideál I tohoto okruhu. Afinní varieta V(I) daná tímto ideálem je tvořena všemi n-ticemi x = (x1,...,xn) z Tn takovými, že f(x) = 0 pro všechna f z I. V takové situaci Hilbertova věta o nulách říká, že pokud nějaký mnohočlen p z T[X1,X2,..., Xn] nabývá pro všechny n-tice z V(I) hodnoty nula, neboli p(x) = 0 pro všechna x z V(I), pak existuje přirozené číslo r takové, že pr leží v I.
Slabší variantou je tvrzení, že každý vlastní ideál I z T[X1,X2,..., Xn] má neprázdnou varietu V(I). Stále je zde ovšem předpoklad algebraicky uzavřeného tělesa — například pro prvky vlastního ideálu (X2 + 1) z okruhu R[X] žádný společný kořen neexistuje.